# الفضيلة تطرق الأبواب
الفضيلة تطرق الأبواب (بالكورية: 정숙한 세일즈) هو مسلسل تلفزيوني كوري جنوبي، بطولة كيم سو يون، يون وو جين، كيم سيونغ ريونغ، كيم سون يونغ، لي سي هي. عرض على قناة جاي تي بي سي في 12 أكتوبر الى 17 نوفمبر 2024، بث ايام السبت والاحد. وهو متاح على نتفليكس دوليا.

## القصة
تدور القصة حول الاعتماد على الذات، والنمو، والصداقة بين أربع "صديقات متنقلات من مكان لمكان" بدأن في بيع منتجات للبالغين في قرية ريفية في عام 1992.

## الممثلون
- كيم سو يون في دور هان جيونغ-سوك[4]
- كيم سيونغ ريونغ في دور اوه جيوم-جين[4]
- كيم سون يونغ في دور سيو بيونغ-أ[4]
- لي سي-هي في دور لي جو ري[4]
- يون وو جين في دور كيم دو-هيون[4]

## الإنتاج
المسلسل من اخراج جو يونغ الذي عمل على العدالة (2019)، احب كل اللعب (2022). ومن كتابة تشوي بو-ريم التي شاركت في كتابة صديقي ثعب ذو تسع اذيل (2021)، المس قلبك (2019)، ما خطب السكرتيرة كيم؟ (2018)، وانتاج JTBC من قبل شركتها التابعة SLL بتعاون مع هاي-زيم استوديو وشركة 221b.

## المشاهدات
| الموسم | الموسم | رقم الحلقة | رقم الحلقة | رقم الحلقة | رقم الحلقة | رقم الحلقة | رقم الحلقة | رقم الحلقة | رقم الحلقة | رقم الحلقة | رقم الحلقة | رقم الحلقة | رقم الحلقة | المتوسط |
| الموسم | الموسم | 1          | 2          | 3          | 4          | 5          | 6          | 7          | 8          | 9          | 10         | 11         | 12         | المتوسط |
| ------ | ------ | ---------- | ---------- | ---------- | ---------- | ---------- | ---------- | ---------- | ---------- | ---------- | ---------- | ---------- | ---------- | ------- |
|        | 1      | 0.833      | 1.016      | 1.014      | 1.289      | 1.124      | 1.302      | 1.126      | 1.302      | 0.995      | 1.355      | 1.271      | 1.898      | 1.210   |

| Ep.   | تاريخ البث     | تقييمات (نيلسن كوريا) | تقييمات (نيلسن كوريا) |
| Ep.   | تاريخ البث     | على الصعيد الوطني     | سيئول                 |
| ----- | -------------- | --------------------- | --------------------- |
| 1     | 12 أكتوبر 2024 | 3.862%                | 3.996%                |
| 2     | 13 أكتوبر 2024 | 4.544%                | 4.676%                |
| 3     | 19 أكتوبر 2024 | 4.632%                | 5.101%                |
| 4     | 20 أكتوبر 2024 | 5.924%                | 6.495%                |
| 5     | 26 أكتوبر 2024 | 5.070%                | 5.559%                |
| 6     | 27 أكتوبر 2024 | 6.035%                | 6.188%                |
| 7     | 2 نوفمبر 2024  | 4.834%                | 5.091%                |
| 8     | 3 نوفمبر 2024  | 5.576%                | 5.664%                |
| 9     | 9 نوفمبر 2024  | 4.393%                | 5.027%                |
| 10    | 10 نوفمبر 2024 | 5.950%                | 6.015%                |
| 11    | 16 نوفمبر 2024 | 5.725%                | 5.846%                |
| 12    | 17 نوفمبر 2024 | 8.580%                | 9.077%                |
| متوسط | متوسط          | 5.377%                | 5.391%                |

## روابط خارجية
- الفضيلة تطرق الأبواب على هانسينما
- الفضيلة تطرق الأبواب على موقع IMDb (الإنجليزية)
- الفضيلة تطرق الأبواب على موقع نتفليكس (الإنجليزية)
- الفضيلة تطرق الأبواب على موقع فيلمافينيتي (الإسبانية)
- الفضيلة تطرق الأبواب على موقع قاعدة بيانات الفيلم (الإنجليزية)